# Chessington
Chessington är en ort i Storbritannien.   Den ligger i grevskapet Greater London och riksdelen England, i den södra delen av landet, 20 km sydväst om huvudstaden London. Chessington ligger 44 meter över havet och antalet invånare är 19 433.
Terrängen runt Chessington är platt.Runt Chessington är det mycket tätbefolkat, med 3 022 invånare per kvadratkilometer. Närmaste större samhälle är Sutton, 7,4 km öster om Chessington. Runt Chessington är det i huvudsak tätbebyggt.